# 483951 Fiorella
483951 Fiorella este o planetă minoră (asteroid) din centura de asteroizi. A fost descoperită pe 31 ianuarie 2006 la  de Vincenzo Silvano Casulli⁠(d). 
Obiectul prezintă o orbită caracterizată de o semiaxă mare de 2,3889683873993 UAi, o excentricitate de 0,12753855277204, o înclinație de 3,6379261675147 ° în raport cu ecliptica.